# Owrzodzenie żylakowe

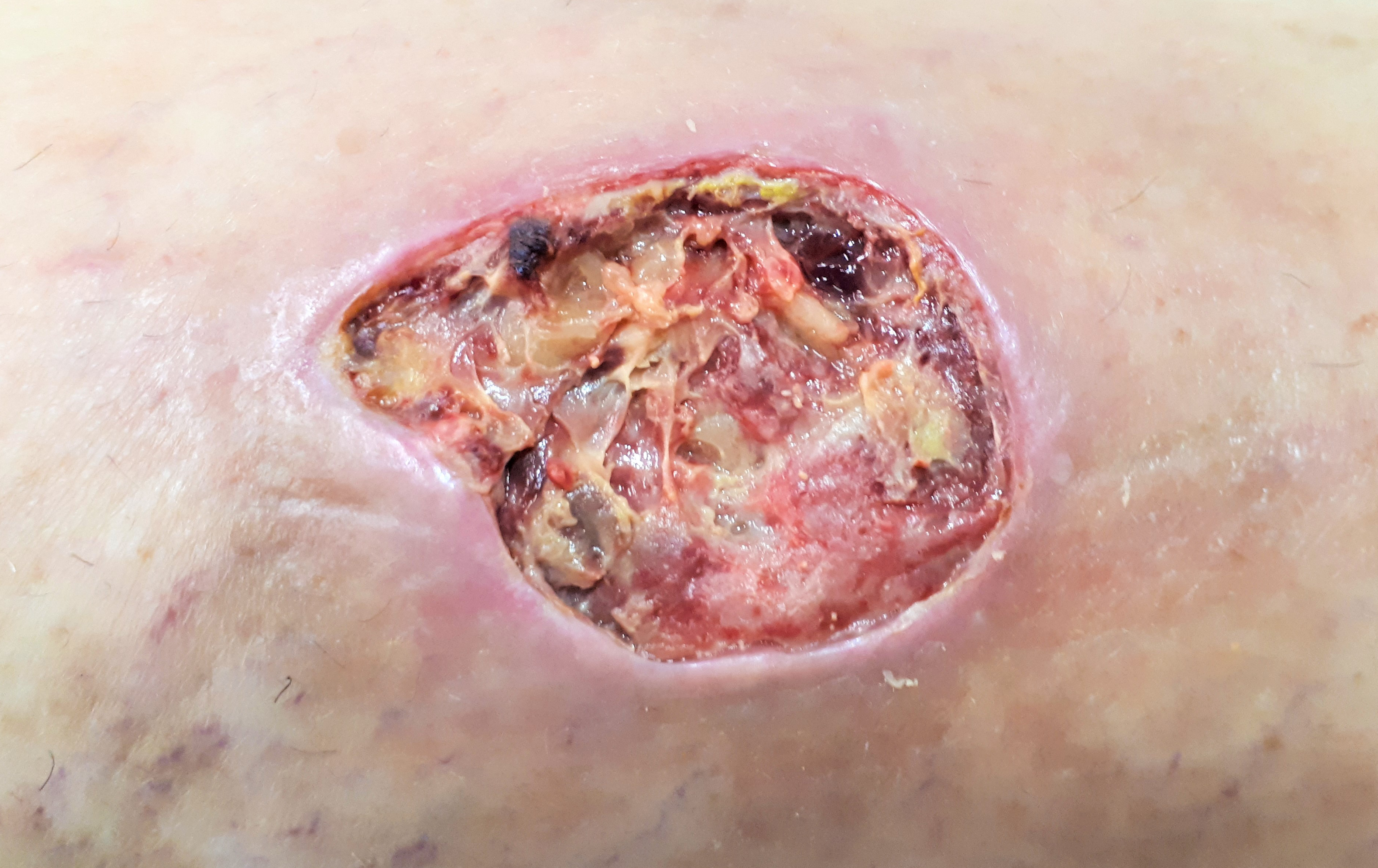
Owrzodzenie żylakowe (45x30 mm).

Owrzodzenie żylakowe – rana zlokalizowana najczęściej na podudziu, występująca przy istniejących żylakach kończyn dolnych, będąca następstwem przewlekłej niewydolności żylnej.
Likwidacja żylaków pozwala na szybkie wyleczenie owrzodzenia. Owrzodzenia żylakowe leczy się miejscowo (stosując specjalne opatrunki) oraz przyczynowo (skleroterapia, zabieg chirurgiczny).
W leczeniu miejscowym nie powinno się stosować Rivanolu (powoduje alergizację) i wody utlenionej (niszczy komórki nabłonkowe).

Przeczytaj ostrzeżenie dotyczące informacji medycznych i pokrewnych zamieszczonych w Wikipedii.